# مجاهد عبد الله
مجاهد عبد الله، لاعب كرة قدم قطري. 
لعب سابقاً في النادي الأهلي ونادي السيلية ونادي الشمال ونادي الوعب.

## روابط خارجية
- مجاهد عبد الله على موقع Soccerway.com (الإنجليزية)